# Georg Westen
Georg Westen (* 22. August 1851 in Dresden; † 29. November 1921 in Godesberg) war ein deutscher Architekt. Er wirkte vor allem in seinem heute als Stadtbezirk zu Bonn gehörigen Wohnort Bad Godesberg.

## Leben
Westen stammte aus Dresden im damaligen Königreich Sachsen. 1884 ließ er sich in der seinerzeit eigenständigen Gemeinde Rüngsdorf als Baumeister nieder. 1889 bezog Westen dort mit seiner Familie das nach eigenen Plänen errichtete „Haus Wettin“ (Rüngsdorfer Straße 28), benannt nach der sächsischen Dynastie der Wettiner. Einen bedeutenden Auftrag erhielt er 1892 mit dem Neubau des Rheinhotels Dreesen anstelle einer vormaligen Sommerwirtschaft, das in zwei Bauabschnitten 1893 und 1900 entstand. Auf dem Burgfriedhof entwarf er die Mausoleen der Familien Finkelnburg/Wiedemann und Künne. Das Unternehmen von Georg Westen war zuletzt an der Rüngsdorfer Straße 53/55 ansässig. Etwa 1910/11 wurde es von Willy Maß übernommen, der es über die Grenzen eines Kleinbetriebs hinaus vergrößerte und in Godesberg zu einem namhaften Architekten avancierte.
Westen war seit dem 24. Februar 1904 Mitglied der Bonner Freimaurerloge Friedrich Wilhelm zum eisernen Kreuz. Aus der Ehe mit seiner Frau (1844–1931) gingen zwei Töchter und der Sohn Fritz (1885–1971) hervor, der Ingenieur wurde und unter anderem Verfasser von zwei Beiträgen in den Godesberger Heimatblättern war.

## Werk (Auswahl)

### Bauten in Bad Godesberg
| Bauzeit         | Ortsteil                | Adresse                    | Bild           | Objekt                                                             | Maßnahme                                             | Anmerkungen                                                       |
| --------------- | ----------------------- | -------------------------- | -------------- | ------------------------------------------------------------------ | ---------------------------------------------------- | ----------------------------------------------------------------- |
| 1886            | Rüngsdorf               | Basteistraße 81 Lage       |                | Internatsgebäude des Evangelischen Pädagogiums („Haus Constantia“) | Neubau (Bauherr: Julius Axenfeld)                    | 1912/13 Umgestaltung von Fassade und Dach; Denkmalschutz          |
| 1889            | Rüngsdorf               | Rüngsdorfer Straße 28 Lage | weitere Bilder | „Haus Wettin“                                                      | Neubau                                               | Denkmalschutz                                                     |
| 1892/1893; 1900 | Rüngsdorf               | Rheinstraße 45–49 Lage     | weitere Bilder | Rheinhotel Dreesen                                                 | Neubau (Bauherr: Fritz Dreesen)                      | 1925 umfassend umgebaut                                           |
| 1894            | Alt-Godesberg           | Am Burgfriedhof            |                | Burgfriedhof: Mausoleum Künne:150–152                              | Neubau:150–152                                       | später Unterstellschuppen der Friedhofsverwaltung:152             |
| 1894            | Alt-Godesberg           | Am Burgfriedhof            |                | Burgfriedhof: Mausoleum Finkelnburg/Wiedemann:153                  | Neubau:153                                           |                                                                   |
| 1897–1898       | Rüngsdorf               | Friedrichallee 8 Lage      |                | Villa                                                              | Neubau (Bauherr: Julius Klein, Bierbrauereibesitzer) | bis 2001 Residenz des Botschafters von Mauretanien; Denkmalschutz |
| 1902–1903       | Godesberg-Villenviertel | Rheinallee 25a Lage        |                | Villa                                                              | Neubau                                               | Denkmalschutz                                                     |
| 1902–1903       | Rüngsdorf               | Basteistraße 31 Lage       |                | Stallgebäude (Remise) der Villa Deichmann                          | Neubau: Ausführung (Bauherr: Otto Deichmann)         | Denkmalschutz                                                     |
| 1903/1904       | Godesberg-Villenviertel | Kronprinzenstraße 31 Lage  | weitere Bilder | Evangelisches Gemeindehaus                                         | Neubau: Ausführung                                   | Denkmalschutz                                                     |
| 1907            | Godesberg-Villenviertel | Königsplatz 1 Lage         |                | Wohngebäude                                                        | Neubau                                               | Denkmalschutz                                                     |
| 1908            | Godesberg-Nord          | Südstraße                  |                | Elektrizitätswerk                                                  | Neubau (Bauherr: Gemeinde Godesberg)                 |                                                                   |